# Микромегас
«Микроме́гас» (фр. Micromégas) — философская повесть (conte philosophique), написанная в 1752 году французским философом и сатириком Вольтером. Это этапное произведение, воплотившее оригинальные идеи, которые впоследствии помогли создать жанр научной фантастики.
История рассказывает о посещении Земли гигантским (ростом 120000 футов) существом с планеты, вращающейся вокруг Сириуса, и его менее крупным компаньоном с Сатурна. Эта повесть, как и другие философско-фантастические произведения просветителей (например, «Сон Платона»), высоко ценились Гербертом Уэллсом. Замысел повести был почерпнут Вольтером из свифтовских «Путешествий Гулливера».
Просветители часто стремились представить европейским читателям взгляд на уклад их жизни со стороны. В повести Вольтера «Простодушный» устройство французского общества критически оценивает благородный дикарь из племени гуронов. Другие примеры жанра — «Задиг, или Судьба» того же Вольтера и «Персидские письма» Монтескьё.